# Aigarchaeota
Embranchement
Taxons de rang inférieur
- Candidatus Caldiarchaeum subterraneum

Les Aigarchaeota forment un embranchement (phylum) candidat, constitutif du groupe TACK du règne des archées, proposé en 2010 (avec publication en 2011) dont le principal représentant est l'espèce Candidatus Caldiarchaeum subterraneum. Son statut de phylum est débattu, certains auteurs préférant en faire un ordre des Thaumarchaeota, le génome de Caldiarchaeum subterraneum exprimant plusieurs traits caractéristiques des Thaumarchaeota.
L'espèce candidate Caldiarchaeum subterraneum a été trouvée au fond d'une mine d'or au Japon et n'est pas encore cultivé. De plus, le matériel génétique d'Aigarchaeota a été trouvé dans des échantillons prélevés dans des environnements géothermiques terrestres et marins, à travers le monde, qui permettraient de distinguer au moins trois familles.
Les analyses génétiques réalisées confirment l'appartenance d'Aigarchaeota au clade des TACK (acronyme formé des initiales de Thaumarchaeota, Aigarchaeota, Crenarchaeota et Korarchaeota, premiers groupes découverts). Le génome de C. subterraneum a des caractéristiques assez différentes de celles des autres archées, codant des protéines telles que Ub, E1, E2 et la petite protéine RING de la famille des doigts de zinc, qui appartiennent à un système modificateur similaire à celui de l'ubiquitine. Les caractéristiques structurales de ces protéines se retrouvent plus chez les eucaryotes que chez les procaryotes. Le génome de Caldiarchaeum subterraneum suggèrent un métabolisme chimiotrophe recourant à l'hydrogène ou au monoxyde de carbone comme donneur d'électrons, tout en utilisant de l'oxygène et le nitrite comme récepteurs d'électrons.
Le nom Aigarchaeota vient du Grec αυγή, augí, signifiant « aurore », pour leur caractère intermédiaire entre hyperthermophile et mésophile au cours de l'évolution de sa lignée commune avec les Crenarchaeota (qui sont hyperthermophiles).